# Titularbistum Bure
Bure ist ein Titularbistum der römisch-katholischen Kirche.
Es geht zurück auf einen untergegangenen Bischofssitz in der gleichnamigen antiken Stadt, die in der römischen Provinz Africa proconsularis (heute nördliches Tunesien) lag. Der Bischofssitz war der Kirchenprovinz Karthago zugeordnet.
| Titularbischöfe von Bure |                         |                                                              |                  |                    |
| Nr.                      | Name                    | Amt                                                          | von              | bis                |
| 1                        | Jacques Teerenstra CSSp | Weihbischof in Doumé Apostolischer Vikar von Doumé (Kamerun) | 16. März 1949    | 14. September 1955 |
| 2                        | Stephen Aloysius Leven  | Weihbischof in San Antonio (USA)                             | 3. Dezember 1955 | 20. Oktober 1969   |
| 3                        | Secundo Tagliabue       | emeritierter Bischof von Anglona-Tursi (Italien)             | 22. August 1970  | 6. Januar 1976     |
| 4                        | Dominic Anthony Marconi | Weihbischof in Newark (USA)                                  | 3. Mai 1976      |                    |